# Slave to the Wage
Slave to the Wage è un singolo del gruppo musicale britannico Placebo, pubblicato il 25 settembre 2000 come secondo estratto dal loro terzo album in studio Black Market Music.
Il video ufficiale del brano, ispirato al film Gattaca - La porta dell'universo, è stato diretto da Howard Greenhalgh. Il brano contiene inoltre un campionamento di Texas Never Whispers dei Pavement.

## Tracce
Testi e musiche dei Placebo, eccetto dove indicato.
CD (Europa e Australia)
1. Slave to the Wage (Radio Edit) – 3:50
2. Leni – 4:40
3. Bubblegun – 5:13

CD (Regno Unito)
1. Slave to the Wage (Album Version) – 4:04
2. Holocaust – 4:16 (Alex Chilton) – cover dei Big Star
3. Slave to the Wage (Les Rythmes Digitales New Wave Mix) – 4:26

CD promozionale
1. Slave to the Wage (Radio Edit) – 3:50
2. Slave to the Wage (Album Version) – 4:04

Musicassetta
1. Slave to the Wage (Radio Edit) – 3:50
2. Leni – 4:34
3. Bubblegun – 5:07

Vinile 12"
Lato A
1. Slave to the Wage (Album Version) – 4:04
2. Slave to the Wage (Les Rythmes Digitales New Wave Mix) – 4:26

Lato B
1. Leni – 4:34
2. Bubblegun – 5:07
3. Holocaust – 4:16 (Alex Chilton) – cover dei Big Star

## Classifiche
| Classifica (2000) | Posizione massima |
| ----------------- | ----------------- |
| Francia           | 63                |
| Germania          | 92                |
| Irlanda           | 49                |
| Italia            | 30                |
| Regno Unito       | 19                |